# Dynastie Mạc
Dynastie Mạc (vietnamsky Nhà Mạc, chữ nôm 家莫), také dům Mạc (vietnamsky Mạc Triều, chữ nôm 莫朝) byla vietnamská dynastie vládnoucí v letech 1527–1533 Vietnamu a poté do roku 1592 jeho severní části. Po ztrátě severního Vietnamu se v letech 1592–1667 drželi pouze v provincii Cao Bằng při hranicích s Čínou.
Zakladatelem dynastie byl Mạc Đăng Dung, příbuzný slavného učence Mạc Đĩnh Chiho. Mạc Đăng Dung byl úspěšný generál, který ve 20. letech 16. století ovládl dvůr císařů dynastie Lê a nakonec roku 1527 odstranil panovníka dynastie Lê a sám se prohlásil císařem. Už předtím vypukla občanská válka, když se moci rodu Mạc postavily rody Trịnh a Nguyễn. Povstalci během něklika let ovládli jih země a roku 1533 prohlásili císařem Lê Trang Tônga z dynastie Lê.
Dynastie Mạc se udržela v severním Vietnamu do roku 1592, kdy armáda Trịnhů dobyla Hanoj. Po ztrátě kontroly nad hlavním městem a většinou severu se Mạcové stáhli do provincie Cao Bằng, při hranicích s Čínou, kde se drželi s podporou říše Ming. Na přelomu 40. a 50. let 17. století jižní Čínu zabraly armády mandžuské dynastie Čching, Mạcové se začátkem 60. let přidali stranu guvernéra, který se proti Čchingům vzbouřil, na což Trịnhové roku 1667 reagovali útokem na Mạcy a dobytím Cao Bằngu.